# Eric Prosperin
Eric Prosperin, född 25 juli 1739 på Närlinge i Björklinge socken i Uppland, död 4 april 1803 i Uppsala, var en svensk astronom.

## Biografi
Prosperin var son till bruksägaren Gustaf Prosperin och Anna Enagria, från släkten Enagrius.
Han blev student vid Uppsala universitet 1751, filosofie magister 1761, observator vid Uppsalaobservatoriet 1773, titulärprofessor 1776 och professor i astronomi 1797. Redan 1798 erhöll han dock avsked som emeritus. Han blev ledamot av Vetenskapsakademien i Stockholm 1771, av Vetenskapssocieteten i Uppsala 1774, samt denna societets sekreterare 1786. 
Prosperin ägnade sig främst åt sfärisk astronomi och åt astronomiska räknearbeten. Han beräknade banorna för inte mindre än 84 olika kometer samt lämnade i Vetenskapsakademiens Handlingar flera meddelanden om Venuspassagen 1769 och observationer rörande bland annat Merkurius och Uranus. Bland hans större avhandlingar kan nämnas Om cometernes minsta afstånd ifrån Jordens orbita (i Vetenskapsakademiens Handlingar 1775–1796) och De semitis planetarum secundariorum, si illorum primarii subito destruerentur (i "Nova acta Societatis scientiarum upsaliensis", VII, 1815).

## Utmärkelser
Asteroiden 7292 Prosperin är namngiven till hans minne.